# هدنة مودروس
أنهت هدنة مودروس Armistice of Mudros (بالتركية Mondros Mütarekesi) الموقعة في 30 أكتوبر 1918، العمليات القتالية في القتال في الشرق الأوسط بين الدولة العثمانية والحلفاء خلال الحرب العالمية الأولى. وقد وقعها وزير الشؤون البحرية العثماني رؤوف أورباي بك والاميرال البريطاني «سومرست آرثر غوف»، على متن السفينة «إتش إم إس أغاممنون» في ميناء «مودروس» في جزيرة ليمنوس اليونانية. أعقب الهدنة احتلال إسطنبول، وتقسيم الامبراطورية العثمانية. ألغيت في وقت لاحق بعد معاهدة لوزان (24 يوليو 1923) عقب انتصار الأتراك في حرب الاستقلال التركية.

## الشروط
طبقاً لهذه المعاهدة استسلم العثمانيون في مواقعهم المتبقية خارج الأناضول، ووافقوا على أن يسيطر الحلفاء على مضائق البسفور والدردنيل، والحق في احتلال أي إقليم عثماني في حالة وجود تهديد للأمن. تم تسريح الجيش العثماني، وأصبحت الموانئ والسكك الحديدية والنقاط الإستراتيجية الأخرى متاحة لاستخدام الحلفاء. في القوقاز، تراجعت العثمانيون إلى حدود ما قبل الحرب.
ومن الشروط التي أملتها إنجلترا على الدولة العثمانية:
1. تسريح الجيش العثماني ووضع رقابة الحلفاء على الإذاعة والتلغراف والطرق الحديدية
2. احتلال مضايق البوسفور والدردنيل ومرور السفن الحربية التابعة للحلفاء من خلالها.
3. استسلام القوات العثمانية في الولايات العربية (اليمن، العراق، سوريا، الحجاز).
4. انسحاب القوات العثمانية من إيران ومن الأجزاء المسيطرة عليها فيما وراء القوقاز.
5. احتلال الحلفاء لباكو وباطوم مع احتفاظهم بالحق في احتلال أية مواقع إستراتيجية في داخل الدولة العثمانية ذاتها في حالة ما إذا استجدت ظروف تهدد أمنهم وسلامتهم.
6. إعادة أسرى الحرب من المواطنين التابعين لدول الحلفاء دون أية شروط وإبقاء اسري الحرب العثمانيين تحت تصرف الحلفاء.

## وصلات خارجية
- نص معاهدة مودروس باللغة التركية.